# Michael Martin (homme politique)
Pour les articles homonymes, voir Michael Martin et Martin.
Michael John Martin, baron Martin de Springburn, né le 3 juillet 1945 à Glasgow (Écosse) et mort le 29 avril 2018,, est un homme politique et syndicaliste britannique, membre du Parti travailliste et président de la Chambre des communes du Royaume-Uni du 23 octobre 2000 au 21 juin 2009.

## Biographie
Michael Martin, député écossais élu pour la première fois en 1979, ne fait pas l'unanimité au poste de président de la Chambre des Communes (premier élu catholique romain à ce poste depuis la Réforme anglaise). Le 19 mai 2009, dans le contexte tendu du scandale de la révélation par le Daily Telegraph des notes de frais abusives d'un grand nombre de membres du Parlement, il annonce sa démission en tant que président de la Chambre, effective le 21 juin. Il est le premier Speaker à devoir démissionner depuis Sir John Trevor en 1695. Dans la foulée, Martin annonce également sa démission de son poste de député de la circonscription de Glasgow North East, ce qui provoque une élection anticipée.
Le député conservateur John Bercow lui succède à la présidence de la Chambre. Le 25 août 2009, il est créé pair à vie dans la pairie du Royaume-Uni en tant que baron Martin de Springburn, ce qui lui permet de siéger à la Chambre des lords à partir du 13 octobre suivant.